# 協和香料化学
協和香料化学株式会社（きょうわこうりょうかがく）は、かつて存在していた日本の食品香料メーカー。

## 概要
（データはいずれも破産当時）
- 創業：1957年3月
- 所在地：東京都品川区大井一丁目22番5号
- 資本金：2000万円
- 社長：平瀬明男
- 従業員：66名

## 無認可香料問題
2002年5月、内部告発により香料の原料の一部に食品衛生法で使用が認められていない「アセトアルデヒド」、「イソプロパノール」、「ヒマシ油」、「プロピオンアルデヒド」などの添加物を長年使用していることが判明。
同社で作られていた香料を使用していた食品メーカーは当時600社にものぼっていたため、大変な回収騒ぎとなった。
騒ぎがピークに達した6月上旬には、各新聞の社会面下段の広告欄が各食品メーカーのお詫びと回収のお知らせで埋め尽くされたほどであった。
その後、工場のあった茨城県から営業停止処分を受けた。それに加え、食品メーカーが製品回収で被った損害の賠償請求に踏み切ったことも重なり業績が悪化。同年8月に自己破産を申し立て破産宣告を受けた。
負債総額は約16億円。そのうち約12億円が食品メーカーに対する損害賠償額とみられる。
なお、同社の取引企業のひとつであった協和発酵（現・協和発酵キリン）とは一切の資本関係・人事関係などはない。